# Andowiak skryty
Andowiak skryty (Thomasomys rosalinda) – gatunek ssaka z podrodziny bawełniaków (Sigmodontinae) w obrębie rodziny chomikowatych (Cricetidae).

## Zasięg występowania
Andowiak skryty znany jest tylko z miejsca typowego w północnym Peru.

## Taksonomia
Gatunek po raz pierwszy zgodnie z zasadami nazewnictwa binominalnego opisali w 1926 roku brytyjscy zoolodzy Oldfield Thomas i Jane St. Leger nadając mu nazwę Thomasomys rosalinda. Holotyp pochodził z Goncha, na wysokości 2591 m, w regionie Amazonas, w Peru. 
Autorzy Illustrated Checklist of the Mammals of the World uznają ten takson za gatunek monotypowy.

### Etymologia
- Thomasomys: Oldfield Thomas (1858–1929), brytyjski zoolog, teriolog; gr. μυς mus, μυος muos „mysz”[7].
- rosalinda: etymologia niejasna, Thomas i St. Leger nie wyjaśnili znaczenia nazwy gatunkowej; najprawdopodobniej jest to wymyślne zastosowanie imienia, która oznacza „piękną różę”. Być może Jane St. Leger uważała, że te małe ssaki wyglądają ładnie i zasługują na „piękne” imię[8].

## Morfologia
Długość ciała (bez ogona) 135 mm, długość ogona 170 mm, długość ucha 20,5 mm, długość tylnej stopy 27,5 mm; brak danych dotyczących masy ciała. 

## Siedlisko
Zamieszkuje górskie lasy.

## Populacja
Rzadki gatunek, znany z jednego okazu. Przypuszcza się, że populacja maleje.

## Zagrożenia
Główne zagrożenia to wylesianie, fragmentacja siedliska i rolnictwo.